# Здунов, Артём Алексеевич
Артём Алексе́евич Зду́нов (род. 18 мая 1978, Казань) — российский государственный и политический деятель. Глава Республики Мордовия с 29 сентября 2021 (врио 18 ноября 2020 — 29 сентября 2021). Секретарь Мордовского регионального отделения партии «Единая Россия» с 27 января 2022.
Министр экономики Республики Татарстан с 14 октября 2014 по 6 февраля 2018. Председатель правительства Республики Дагестан с 7 февраля 2018 по 18 ноября 2020. Кандидат экономических наук (2005).

## Биография
Родился 18 мая 1978 в Казани. По национальности — эрзя.

### Образование
Окончил казанский лицей № 5.
В 2000 году окончил Казанский финансово-экономический институт (КФЭИ) по специальности «финансы и кредит», там же в 2004 году — аспирантуру. Кандидат экономических наук (2005). Тема диссертации — Отток капитала в системе экономической безопасности современной России.
Окончил магистратуру Российской академии народного хозяйства и государственной службы при президенте Российской Федерации в 2011 году по специальности «государственно-общественное управление». Свободно владеет английским языком.
В 2012, 2016 и 2017 годы в РАНХиГС прошёл повышение квалификации по программам «Управление инновационным развитием отраслей и регионов», «Управленческое мастерство: развитие региональных команд» и «Применение гибких методов управления проектами в органах власти Российской Федерации». Выпускник первого потока программы подготовки кадрового управленческого резерва государственной службы (так называемой школы губернаторов).

### Трудовая деятельность
С 1996 по 1998 год — заместитель председателя профкома студентов КФЭИ.
С июня 2000 по март 2001 года — специалист по страхованию, внутренний аудитор Открытого акционерного страхового общества «Промышленная страховая компания».
С апреля 2004 по июль 2006 года преподавал на кафедре макроэкономики и экономической теории КФЭИ.
С июля 2006 по май 2010 года занимал должность заместителя директора по науке Государственного учреждения «Центр перспективных экономических исследований Академии наук Республики Татарстан».
С мая 2010 года — заместитель министра экономики Республики Татарстан.
С 14 октября 2014 по 6 февраля 2018 года — министр экономики Республики Татарстан.
6 февраля 2018 года временно исполняющий обязанности главы Дагестана Владимир Васильев внёс на рассмотрение парламента кандидатуру Артёма Здунова на должность председателя правительства республики. 7 февраля 2018 года парламент Дагестана одобрил его кандидатуру.

## Глава Мордовии
18 ноября 2020 года Президент России Владимир Путин подписал указ о назначении Здунова временно исполняющим обязанности Главы Республики Мордовия.
19 сентября 2021 года Артём Здунов победил на выборах Главы Республики Мордовия  с результатом 78,26 % голосов. Явка составила 64,97%. 21 сентября 2021 года ЦИК Мордовии эту победу признал, и 29 сентября на заседании первой сессии Государственного Собрания РМ VII созыва, Здунов официально вступил в должность.

## Санкции
24 февраля 2023 года, на фоне российского вторжения на Украину, Госдепом США Здунов включён в санкционный список лиц причастных к «осуществлению российских операций и агрессии в отношении Украины, а также к незаконному управлению оккупированными украинскими территориями в интересах РФ», в частности за «призыв граждан на войну в Украине».
1 апреля 2023 года внесён в санкционный список Украины как «глава государственного органа, осуществлявший поддержку/поощрение/публичное одобрение политики РФ, направленной на проведение военных действия и геноцид гражданского населения в Украине».
22 сентября 2023 года Здунов включён в санкционный список Канады «соратников российского режима и агентов дезинформации» против причастных к депортации украинских детей в Россию и «созданию и распространению дезинформации и пропаганды, финансируемой Кремлем». По аналогичным причинам находится под санкциями Австралии.
В декабре 2024 года внесён в санкционные списки Евросоюза.

## Семья
Артём Здунов по национальности эрзя. Женат на татарке, воспитывает сына и дочь.

## Доходы и собственность
Сумма декларированного дохода за 2019 год составила 7 млн 835 тыс. рублей, супруги — 578 тыс. рублей.

## Награды
- Почётная грамота Министерства экономики Республики Татарстан (2008),
- Победитель конкурса Академии наук Республики Татарстан «Лучший учёный 2009 года» (2009).
- Благодарность Министра экономического развития Российской Федерации (2012).
- Благодарность Министра экономики Республики Татарстан (2013),
- Благодарность Президента Республики Татарстан (2014),
- Памятная медаль «XXVII Всемирная летняя универсиада 2013 года в г. Казани» (2014),
- Памятная медаль «XXII Олимпийские зимние игры и XI Паралимпийские зимние игры 2014 года в г. Сочи» (2014)
- Памятный знак «25 лет Пенсионному фонду Российской Федерации» (2015).
- Почётная грамота Министерства экономического развития Российской Федерации (2016).